# Теодорих I
Теодорих I (Теодерид I; гот. 𐌸𐌹𐌿𐌳𐌰𐍂𐌴𐌹𐌺𐍃 •𐌰•/Þiudareiks I — «Король народа», лат. Theodoricus, Theuderedus, Theodor; погиб в 451) — король вестготов в 418/419—451 годах.

## Биография

### Происхождение
Теодорих I был сыном или, что более вероятно, зятем Алариха I, поскольку есть свидетельство Сидония Аполлинария, что его сын Теодорих II был внуком Алариха. После смерти Валии Теодорих I был избран королём на общем собрании готов. Иордан в труде «О происхождении и деяниях гетов» писал о Теодорихе: «Он был человеком, исполненным высшей осторожности и умевшим использовать как душевные, так и телесные свои способности».
Сам факт долголетнего правления Теодориха I говорит о том, что он умел лавировать между обеими частями своего народа: так, с одной стороны, он был достаточно враждебен к Риму, чтобы не разделить участи Атаульфа и Сигерика; с другой стороны, ему удалось умиротворить вестготскую знать и упрочить её положение как земледельческой аристократии и правящего класса. То, что мы знаем о его деятельности, говорит о том, что к Риму он относился с избирательной и осторожной враждебностью. В годы его царствования вестготы всё ещё значительно уступали римлянам в военной силе, и Теодорих никогда не совершал нападений на римскую территорию, не убедившись сначала, что римляне заняты в это время чем-то другим.

### Начало правления

#### Прибытие Беримуда и Ветериха

Примерные границы королевства вестготов в Аквитании

В самом начале (419) правления Теодориха I вестготы получили подкрепление в виде отряда остготов во главе с Беримудом и его сыном Ветерихом, стремившихся избавиться от гуннского владычества. Так как Беримуд был сыном остготского короля Торисмуда и принадлежал к королевскому остготскому роду Амалов, он надеялся со временем стать правителем вестготов. Однако, чтобы не смущать установленного порядка, он предпочёл не афишировать своего происхождения. Несмотря на это, он вместе со своим сыном был принят королём Теодорихом с высшими почестями, вплоть до того, что король не считал его чужим ни в совете, ни на пиру.

#### Укрепление позиций в Аквитании
Приход к власти Теодориха по времени совпадает с колонизацией вестготами провинции Аквитания II и пограничных частей соседних провинций. Исидор Севильский повествует: «Не удовлетворившись Аквитанским королевством, он отверг мирный договор с Римом и разграбил множество римских городов, соседних с его землями». По всей видимости, сначала вестготское племя было целиком и полностью занято освоением этих земель, так как первые упоминания о вестготах снова появляются в источниках только в 422 году. В этом году они совместно с римским полководцем Кастином выступили против вандалов, поселившихся в Бетике. Когда победа была уже близка, готы ударили своим союзникам в тыл, и римляне потерпели тяжёлое поражение. Приказ об этом, вероятно, отдал сам Теодорих. Как бы то ни было, никаких последствий эта измена не имела.

### Войны за выход к Средиземному морю

#### Первое нападение на Арль
Важнейшей чертой, определявшей вестготскую политику на протяжении последующих десятилетий, было стремление заполучить выход к Средиземному морю, что на первых порах выразилось в попытках захватить города Арль и Нарбонну. Когда после смерти Гонория в 423 году императорский трон узурпировал Иоанн, Теодорих I использовал эту смуту для расширения границ своего государства. Под видом защиты законного государя против узурпатора он напал на Арль, важнейший город всех семи галльских провинций, место ежегодных собраний духовных и светских нотаблей Галлии, ключ к долине Роны. Теодорих осадил его с огромными силами, но нападение не удалось, благодаря бдительности галльского наместника, знаменитого Аэция (425 год). Включал ли договор, подписанием которого в 425 году, по инициативе Аэция, завершилась война с Римом, пункт о расторжении федеративных отношений, неизвестно. Исидор Севильский говорит, что Теодорих, наследуя Валии, был недоволен миром с римлянами и отверг заключённый договор. Возможно, что для германцев договор оставался в силе до смерти одного из партнёров. В таком случае, смерть Гонория (а Констанций явно заключал договор от имени императора), как полагал вестготский король, освобождала его от обязательств по отношению к империи. Хотя многое говорит о сохранении статуса федератов Теодорихом I, ибо передача имперских земель без федеративного договора в те времена была бы чем-то неслыханным. Полного суверенитета достиг только вандальский король Гейзерих в 442 году. Подобная уступка вестготам в более ранний период нашла бы своё отражение в источниках. Впрочем, вестготы и без того нарушили этот договор всего лишь через несколько лет.

#### Вторая попытка захватить Арль
В 427 году готы воевали с врагами империи в Испании, однако вскоре, воспользовавшись войной Рима с франками, вестготы повторили попытку захватить Арль (430 год). Новое нападение на Арль вновь было отбито Аэцием, причём предводительствовавший войском вестготов военачальник Анаольс попал к римлянам в плен, а его воины были перебиты. Хотя возможно, что этот вестготский отряд действовал независимо от короля Теодориха I и без его явного одобрения. Похоже, Анаольс, которого хронист Идаций причисляет к знати, вёл свою «дружину» на частную разбойническую экспедицию, когда его захватил и убил Аэций. Хотя вестготы после окончания войны в целом соблюдали условия договора, их посольство, направленное в 431 году к свевам, кажется, вело переговоры о заключении антиримской коалиции; об этом говорит тон повествования Идация. Однако в то время свевы не были расположены к политическим авантюрам.

#### Готская война (436—439)
В 436 году, когда имперские войска были заняты борьбой против бургундов и багаудов в Арморике, Теодорих воспользовался случаем отделаться от своего опасного противника — полководца Аэция — и попытался захватить Нарбонну. Он сам повёл войско на Нарбонну, где оставался до 437 года, осаждая город. До взятия города оставалось совсем немного, когда появился замещавший Аэция римский полководец Литорий, прорвал со своими гуннскими всадниками кольцо готской осады, обратил готов в бегство и на первое время снабдил голодающее население зерном.
Затем Литорий вступил в бои с вестготами в Аквитании и оттеснил к их столице Тулузе, которая подверглась осаде римлян. После непродолжительной осады Теодорих в конце концов был вынужден сложить оружие и соблюдать договор с римлянами. Несмотря на примирение между готами и римлянами, война возобновилась в 438 году. Сам Аэций временно принял на себя верховное командование и активно участвовал в военных действиях, в ходе которых он победил якобы 8000 готов в сражении при Монс Колубрариус (Mons Colubrarius). После этого сражения Аэций счел необходимым доверить продолжение готской войны Литорию, который в 439 году стоял перед воротами Тулузы. 
К этому времени, когда Вестготское королевство находилось на волосок от гибели, относится сообщение от 439 года: восстал Витирих из рода Амалов, который в своё время вместе с отцом нашёл убежище у вестготов. Он перешёл к римлянам и проявил себя у них на службе как талантливый полководец. Может быть, он хотел с римской помощью свергнуть Теодориха и самому стать королём. 
Уверенный в своей победе Литорий отклонил просьбы о мире, которые обращал к нему при помощи ортодоксально-никейских епископов осажденный Теодорих. В решающей битве, закончившейся в пользу римлян, римский полководец был смертельно ранен и захвачен в плен. После этого Авит, личный друг вестготского короля, ставший в 439 году префектом претория Галлии, счёл за благо заключить с вестготами мирный договор. Причина того, что на протяжении последующих десятилетий не происходило военных столкновений с участием вестготов, лежала, возможно, в тяжёлых потерях, понесенных вестготами в боях с нанятыми Литорием гуннами.

### Внешняя и внутренняя политика Теодориха I

#### Вестготы — федераты Рима
Западная Римская империя стремительно катилась к своему закату. Несмотря на постоянные нарушения договора 418 года со стороны вестготов, они формально оставались союзниками-федератами Рима. Вероятно, договор не действовал во время войн 425 года и 436—439 годов, а также какое-то время около 430, когда Анаольс действовал в районе Арля. Однако возвращение и сохранение статус-кво в отношениях с варварами сделалось пределом мечтаний римлян, и в течение почти всего царствования Теодориха вестготы считались федератами, признающими верховную власть императора и подлежащими призыву на военную службу Рима. За всё это время они оказали Риму военную помощь всего три или четыре раза, но римляне никогда не проводили военных операций против вестготов, кроме оборонительных, когда те первыми нападали на города в долине Роны.
Можно сделать вывод, что в планы официальной римской политики не входило выселение вестготов из Тулузы и прекращение договора 418 года. Напротив, римляне продолжали добровольно расселять другие варварские племена в других частях Галлии практически на тех же условиях, на которых были расселены вестготы в Аквитании.

#### Неудачный союз с вандалами
Теодерих стремился и к более широким целям во внешнеполитической сфере. Он обручил одну из своих дочерей с Хунерихом, сыном короля вандалов Гейзериха. Острие этого брачно-политического союза могло быть направлено только против Рима. Совместное выступление вестготов и вандалов могло нанести империи окончательный роковой удар. Император Валентиниан III с трудом избежал этого, заключив с Гейзерихом мирный договор (442). Так как вскоре после этого возникла возможность свадьбы его сына Хунериха с римской принцессой, Гейзерих обвинил свою вестготскую невестку в заговоре. Несчастной отрезали нос и уши, и в таком виде отослали к отцу. Таким образом, вандало-вестготский союз провалился.

#### Союз со свевами
В 446 году готские дружины вновь находились на римской службе в Испании, где вели войну против свевов, в ходе которой готы захватили богатую добычу. Но два-три года спустя Теодорих вступил в сношения со свевами, заключил с их королём Рехиаром союз и затем выдал за него свою дочь. Свадьба состоялась в Тулузе (449). Затем Рехиар, при поддержке своего тестя и с помощью готских контингентов опустошил окрестности Сарагосы и военной хитростью захватил Илерду (Лериду). Возможно, что в этом он действовал в согласии с римлянами, так как долина Эбро была захвачена восставшими багаудами.

### Битва на Каталаунских полях

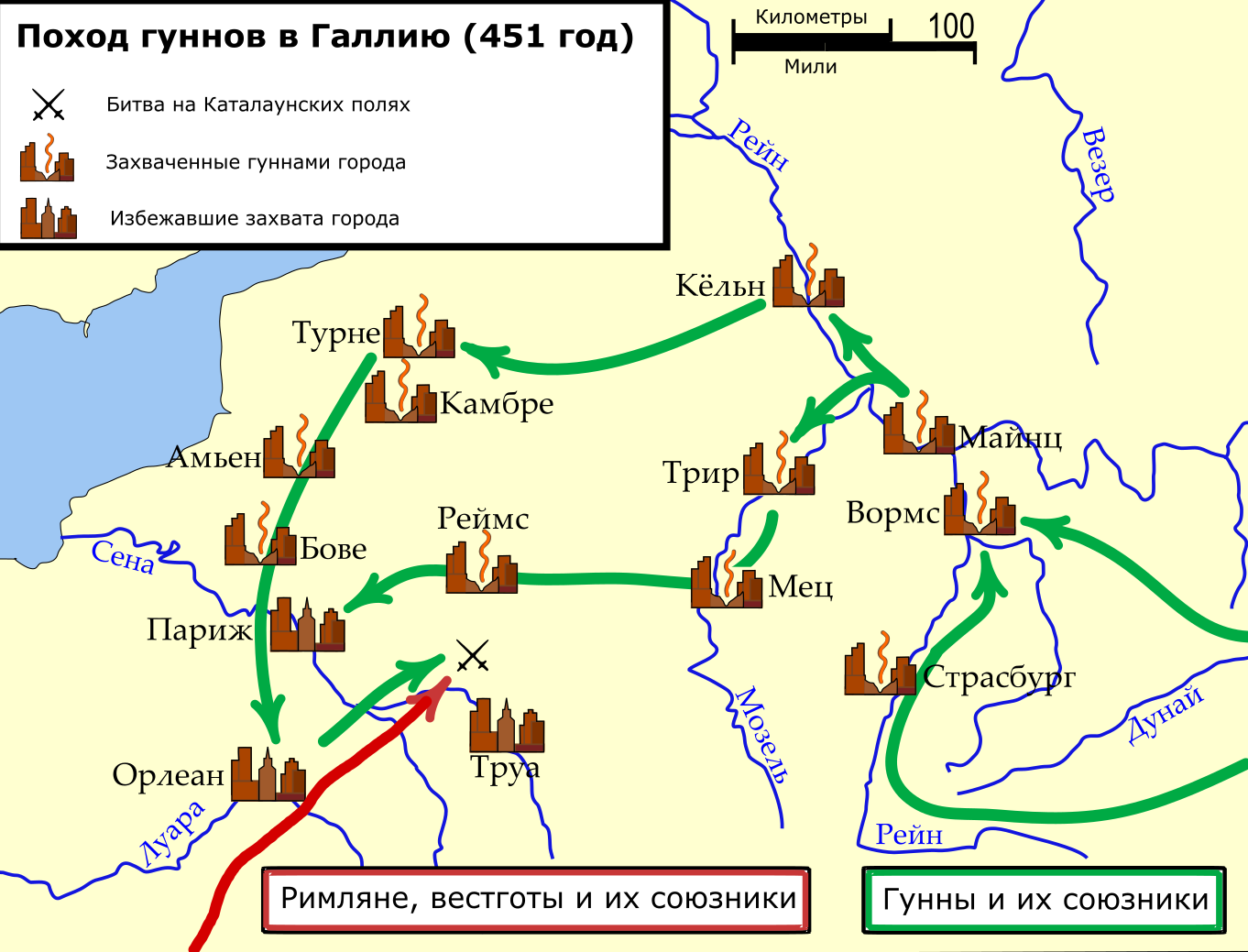
Поход гуннов в Галлию (451 год)

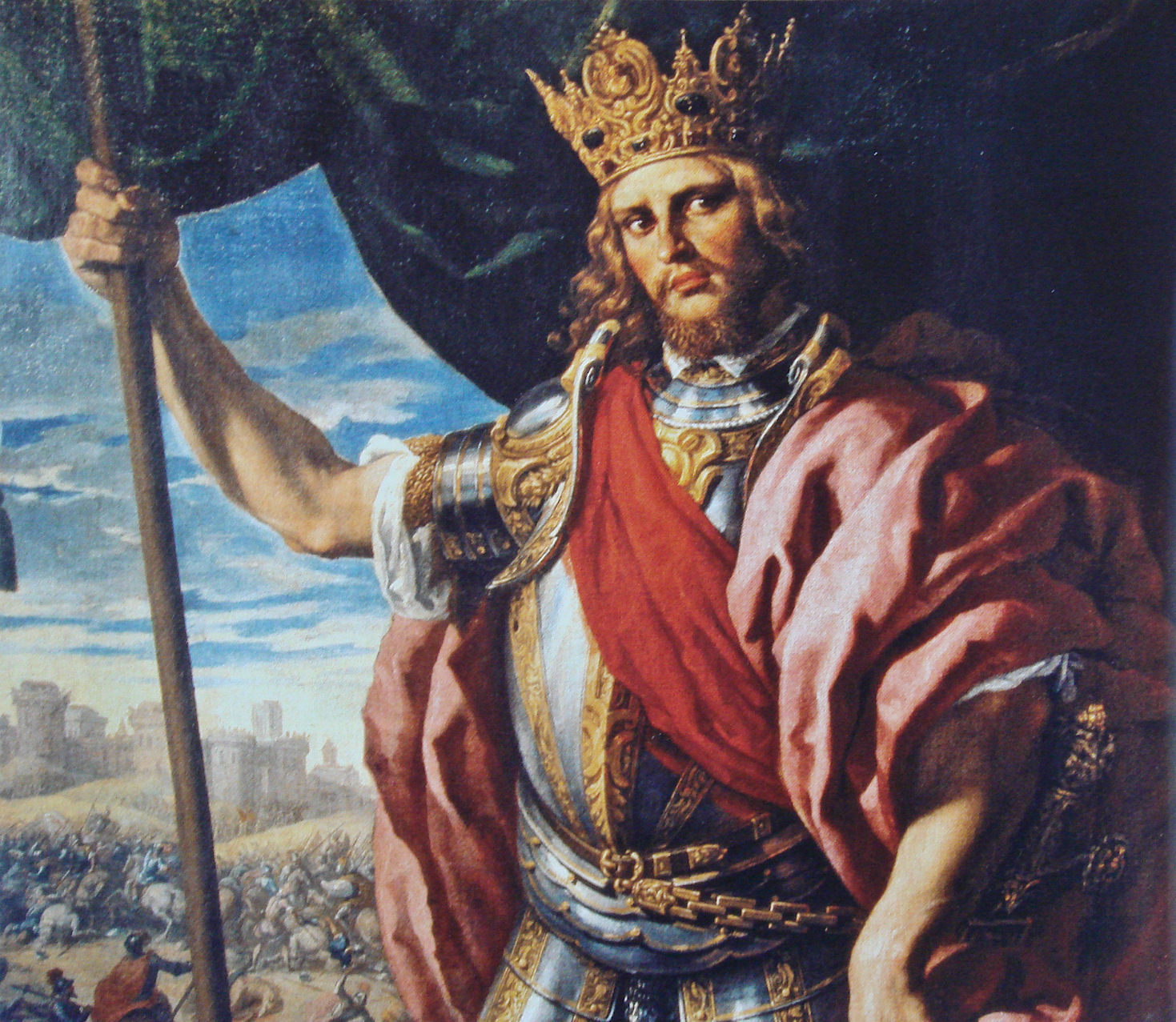
Теодорих I, рис. Ф. Кастелло (1560—1617).

#### Нашествие гуннов
Отношения с Римом оставались напряжёнными. Римский полководец Аэций опирался на наёмников-гуннов, чтобы сохранять максимальную независимость от вестготов. Вскоре вестготский король должен был подумать о теснейшем союзе с империей, так как с востока надвигалась дикая гуннская орда, грозившая стереть с лица земли весь культурный христианский мир. Гонория, дочь Галлы Плацидии и сестра императора Валентиниана III, которую вынудили дать обет вечной девственности, захотела вступить в брак с королём гуннов Аттилой, который после этого потребовал в приданое половину империи. Когда его притязания были отвергнуты, Аттила попытался столкнуть вестготов и римлян. Однако Теодорих отдавал себе отчёт в том, что, в конечном итоге, Аттила был столь же опасен и для вестготов. Сначала Теодорих думал ожидать нападения гуннов на границах собственных владений, но Авит убедил его в опасности такого манёвра, и вестготский король, оставив дома четырёх сыновей, а именно: Фридериха, Эйриха, Ретемера и Химнерита, и взяв с собой для участия в битвах только старших Торисмунда и Теодориха, привёл своё войско к Аэцию. Вестготы возможно составляли большую, и во всяком случае, самую боеспособную часть его воинов.

#### Сбор сил для борьбы с гуннами
Чтобы не оказаться неравным против свирепой и бесчисленной орды гуннов и их союзников, патриций Аэций собрал воинов из всех народов, проживавших в то время в Галлии. Кроме римлян и вестготов у него были вспомогательные отряды рейнских франков, бретонов, сарматских и германских летов (военных поселенцев из варваров, преимущественно в Галлии), бургундов, галльских саксов. Орлеанские аланы под началом своего короля-федерата Сангибана оказались крайне ненадёжными союзниками в борьбе с Аттилой. Король аланов в страхе перед будущими событиями обещал сдаться Аттиле и передать в подчинение ему галльский город Аврелиан (Орлеан). Узнав об этом, Аэций и Теодорих тотчас же двинулись к Орлеану, сняли гуннскую осаду, а город укрепили большими земляными насыпями. Чтобы аланы не смогли ни перебежать к противнику, ни покинуть поле боя, Аэций был вынужден поставить их между своими людьми и вестготами.

#### Смерть Теодориха
15 июля 451 года на Каталаунских, точнее, на Мавриакских полях между Труа и Шалоном-на-Марне произошло большое сражение. Войско Аттилы, несмотря на успех в центре своих позиций, где гунны сильно потеснили аланов, франков, бургундов и других союзников Аэция, было обойдено с фланга вестготами и в беспорядке отступило в свой укреплённый лагерь. Наступившая ночь спасла их положение. Хотя ни одна из противоборствующих сторон не одержала окончательной победы, это историческое сражение развеяло миф о непобедимости Аттилы.
Престарелый Теодорих пал в этой «битве народов», храбро сражаясь впереди своих воинов. Важен тот факт, что в этой битве готы сражались против готов. Ведь с гуннами пришли как родственные готам племена гепидов, так и остготы, не подчинявшиеся Риму. Эти остготы под началом трёх братьев-королей из рода Амала — Валамира, Теодемира и Видимира стояли непосредственно против вестготов. Амал Андагис, якобы, даже метнул копьё, убившее вестготского короля Теодориха. Уход вестготов под предводительством Торисмунда с поля сражения на следующий день дал возможность Аттиле с честью отступить.
Теодорих правил 33 года. Он существенно укрепил королевскую власть, так как после его смерти источники больше ничего не сообщают о выборах короля.

### Семья
Имена и количество жён Теодориха неизвестны. У Теодориха было шесть сыновей:
- Торисмунд
- Теодорих II
- Фридерих
- Эйрих
- Ретемер (Рикимер)
- Химнерит

Кроме сыновей, известны также две дочери Теодориха:
- одна вышла замуж за Хунериха, сына короля вандалов Гейзериха
- другая в 449 году стала женой свевского короля Рехиара.

Возможно, ещё одна из дочерей Теодориха стала супругой Аэция.